# Международный фестиваль комиксов в Ангулеме
Международный фестиваль комиксов в Ангулеме (фр. Festival International de la Bande Dessinée d'Angoulême) — крупнейший европейский фестиваль комиксов. Проводится с 1974 года (фр.) во Франции, в городе Ангулем. Длится четыре дня в середине января. В ходе фестиваля вручается несколько престижных премий авторам комиксов: Prix du meilleur album (англ.), Les Essentiels d’Angoulême (англ.), Гран-при города Ангулем (англ.) и другие. Изначально премии назывались Alfred в честь пингвина из комикса «Zig et Puce» Алена Сен-Огана. В 1989 году название было изменено на Alph-art в честь «Tintin et l'alph-art», последнего выпуска «Приключений Тинтина». С 2003 года премии просто называются «Официальные премии международного фестиваля комиксов» (le Palmarès Officiel du Festival international de la bande dessinée). В 2007 году Левис Трондэйм создал льва-маскота фестиваля и с 2008 года победителям вручается статуэтка этой дикой кошки.

## Приз за сериал

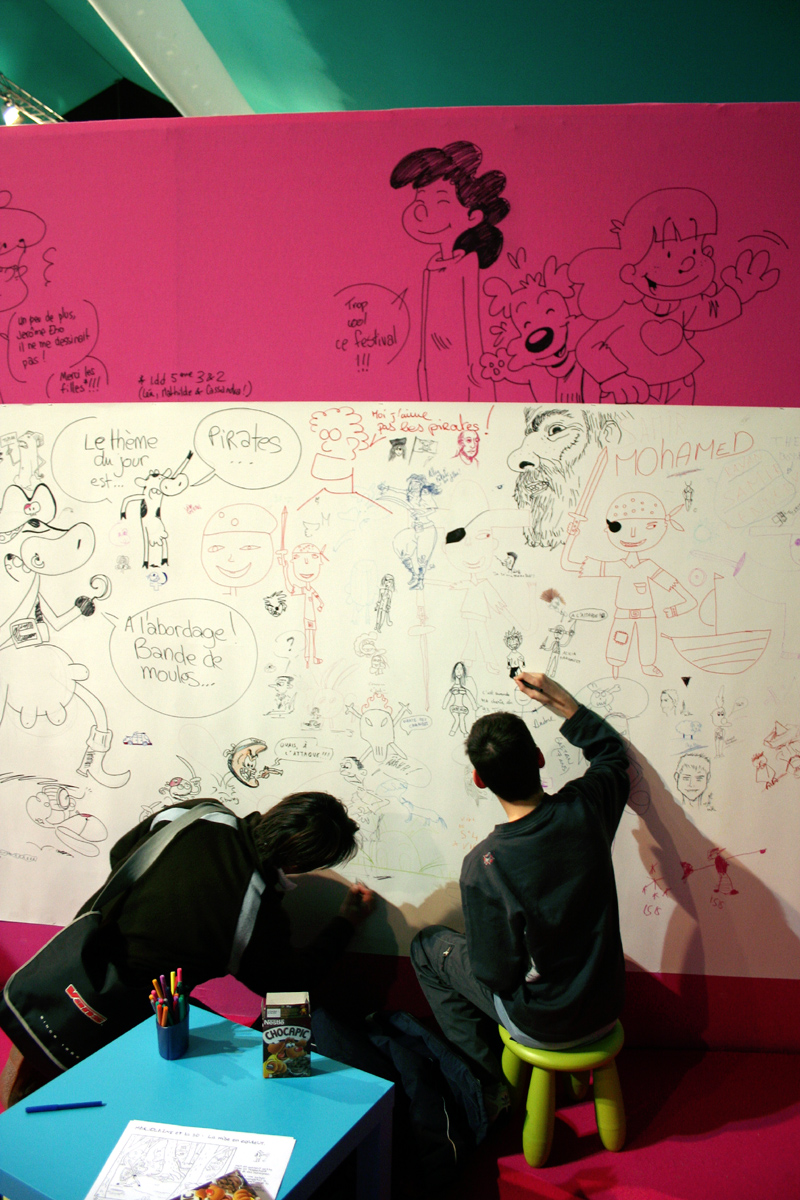
Стена для росписей на фестивале 2007 года

- 2004: 20th Century Boys, издательство — Panini Comics/Génération Comics
- 2005: Les Formidables Aventures de Lapinot, издательство — Dargaud
- 2006: Blacksad: Ame rouge, издательство — Dargaud
- 2010: Jérôme K. Jérôme Bloche, издательство — Dupuis
- 2011: Il était une fois en France, издательство — Glénat
- 2012: Cité 14, издательство — Les Humanoïdes Associés
- 2013: Aâma, издательство — Gallimard

## Премия за лучший рисунок
- 2002: Le cri du peuple: Les canons du 18 mars, Casterman
- 2003: Le dérisoire , Glénat
- 2004: Blacksad: Arctic Nation, Dargaud
- 2005: Le Sommet des dieux, Kana
- 2006: Le vol du corbeau part 2, Dupuis